# Torre Alcalalí

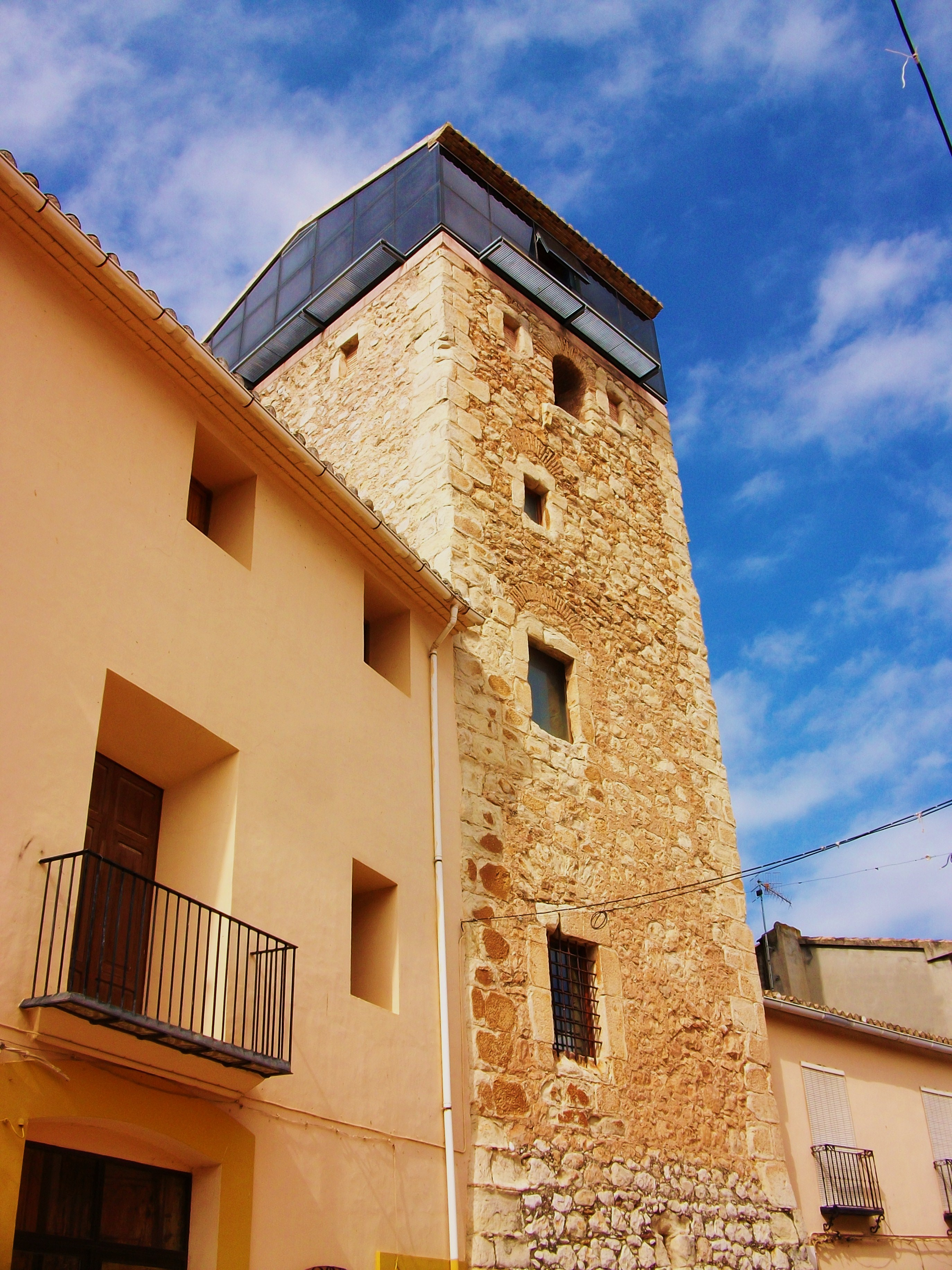
Torre Alcalalí

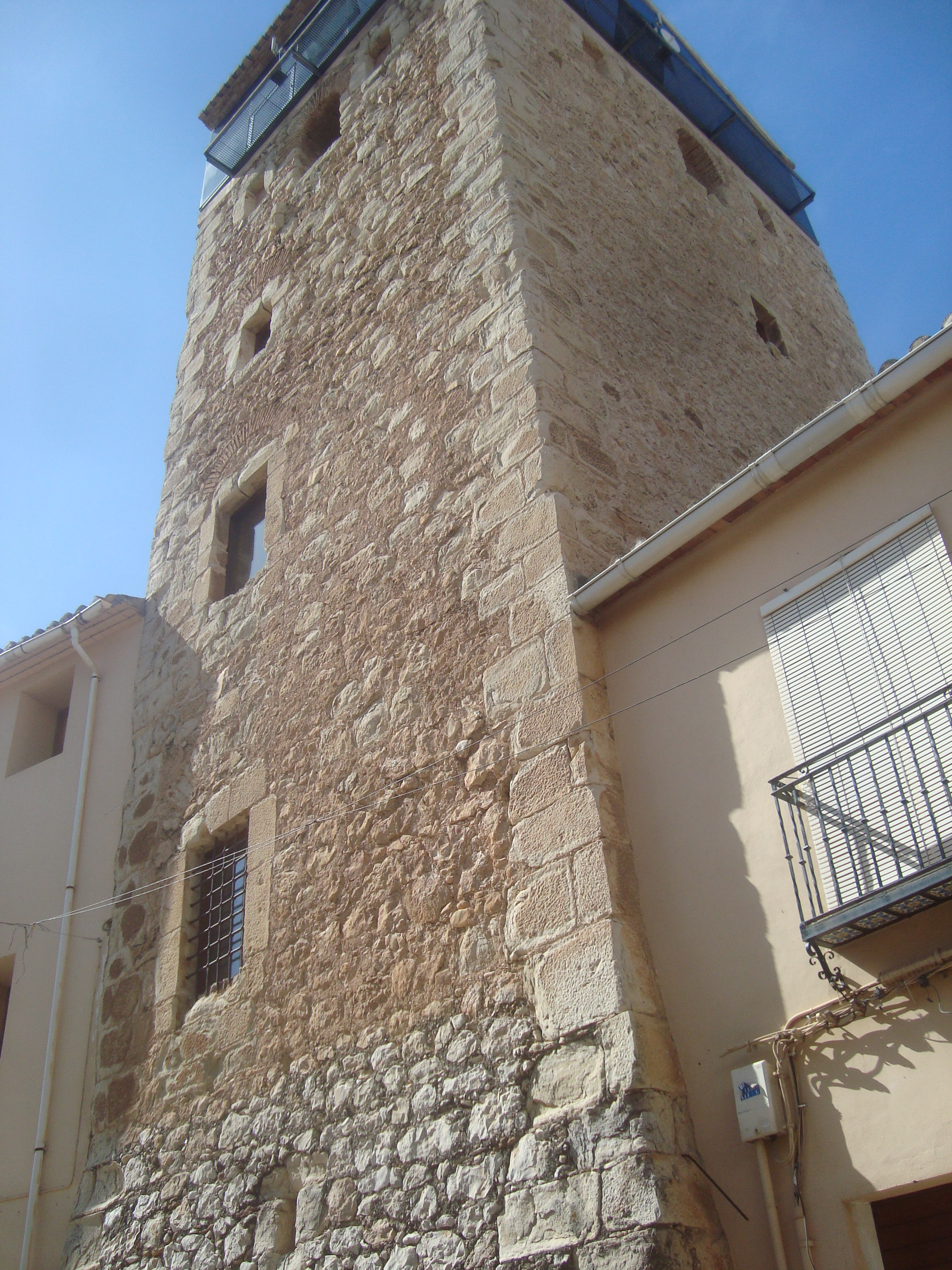
Torre medieval de Alcalalí (Alicante).

A Torre Alcalalí, também denominada como Torre e Palácio senhorial dos Reis de Liori, localiza-se no município de Alcalalí, na província de Alicante, na comunidade autónoma da Comunidade Valenciana, na Espanha.

## História
Com origem muçulmana, remonta ao século XIV, erguida no centro da povoação entre dois edifícios, provavelmente desde a sua construção.

## Características
Constitui-se em uma torre de planta rectangular, com as dimensões de oito metros de comprimento por seis metros de largura, em alvenaria de pedra com reforço de silharia nos vértices. As faces são rasgadas por diversas aberturas, sendo acedida por uma porta no lado Oeste, na altura do primeiro pavimento.
Internamente divide-se em cinco pavimentos que se comunicam por uma escada em caracol no vértice Nordeste. O primeiro pavimento é recoberto por abóbada de canhão e parece ter sido utilizado como algibe. No penúltimo pavimento conservam-se os arranques dos arcos que lhe conferiam uma altura maior do que os demais pavimentos.